# George Augustus Henry Sala
George Augustus Henry Sala (Londres, 24 de novembro de 1828 — Brighton, 8 de dezembro de 1895) foi um jornalista inglês.

## Biografia

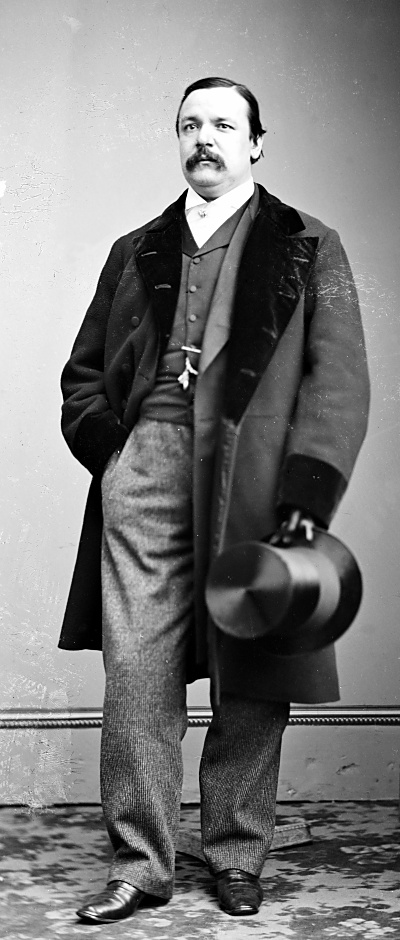
Fotografia de George Augustus Sala por Mathew Brady, c. 1860

Sala nasceu em Londres; seu pai (1792–1828) era filho de um italiano que foi viver em Londres para organizar balés nos teatros, e sua mãe (1789-1860) uma atriz e professora de canto. Sala estudou em Paris de 1839 a 1842, e aprendeu desenho em Londres, e em seus primeiros anos fez bicos pintando cenários para teatros e ilustrando livros. A ligação de sua mãe e de seu irmão mais velho (Charles Kerrison Sala) com o teatro deu-lhe úteis oportunidades de conhecer autores e artistas.
Quando jovem tentou ser escritor, e em 1851 atraiu a atenção de Charles Dickens, que publicou artigos e histórias dele na Household Words e, posteriormente, na All the Year Round, e em 1856 enviou-lhe para a Rússia como correspondente especial. Nessa mesma época, conheceu Edmund Yates, que, muitos anos antes, o acompanhara constantemente em seus empreendimentos jornalísticos. Em 1860, sobre as suas próprias iniciais "G.A.S.," começou a escrever "Echoes of the Week" para The Illustrated London News, e continuou a fazê-lo até 1886, quando ingressou em um sindicato de jornais semanais quase até sua morte. William Makepeace Thackeray, quando editor do Cornhill, publicou artigos dele sobre William Hogarth em 1860, que foram publicados em formato de colunas, em 1866; e no ano anterior foi-lhe dada a editoria do Temple Bar, que ocupou até 1863.

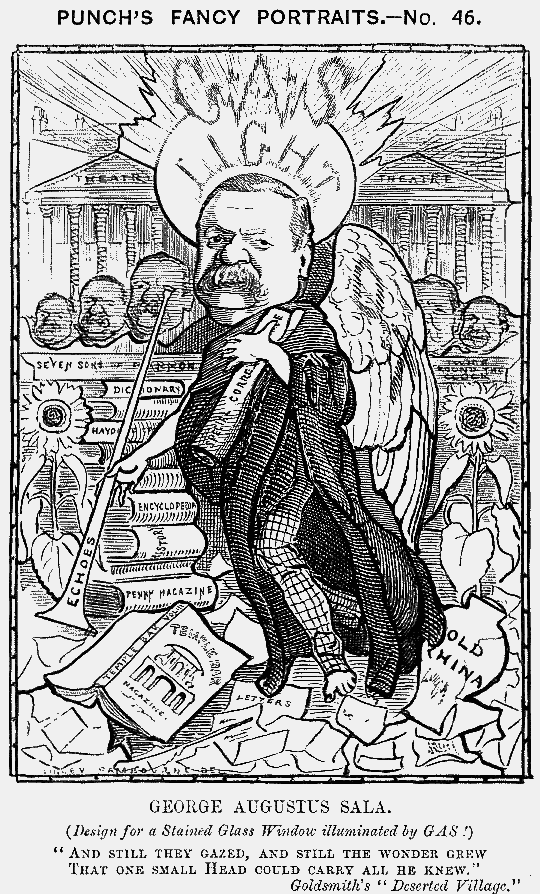
Caricatura de 1881 da Punch

Enquanto isso, Sala se tornou em 1857 um colaborador do The Daily Telegraph, e foi nessa qualidade que fez seu trabalho mais característico, seja como correspondente estrangeiro em todas as partes do mundo, ou como escritor de artigos especiais. Seu estilo literário, muito colorido, bombástico, egoísta e cheio de perífrases túrgidas, tornou-se gradualmente associado pelo público com a sua concepção do Daily Telegraph; seus artigos eram invariavelmente cheios de matérias interessantes e ajudaram a fazer a reputação do jornal. Sala coletou uma grande biblioteca e tinha um sistema elaborado de manter os livros dispostos, de maneira que pudessem ser encontrados quando quisesse escrever sobre qualquer assunto concebível com a certeza de que ele traria em seu artigo mostram suficientes ou a realidade de informações especiais para torná-la uma excelente leitura para um público não muito crítico; e essa sua extraordinária habilidade de nunca dizer a mesma coisa duas vezes da mesma maneira tinha uma espécie de interesse "esportivo" mesmo para aqueles que eram mais particulares. Também em 1857, Sala tornou-se um dos fundadores do Savage Club, que até hoje está em atividade.
Ganhou muito dinheiro com o Telegraph e com outras fontes de renda, mas nunca conseguiu poupar seu dinheiro. Em 1879, Sala escreveu uma irreverente pantomima chamada Harlequin Prince Cherrytop, que posteriormente foi adaptada como um monólogo chamado às vezes de The Sod's Opera e que muitas vezes é falsamente atribuída a Gilbert e Sullivan. Três anos depois, publicou um romance pornográfico intitulado The Mysteries of Verbena House e um relato de viagem à América do Norte. Em 1892, quando sua reputação popular estava no auge, começou um jornal semanal chamado Sala's Journal, mas foi um tremendo fracasso, e em 1895 teve que vender sua biblioteca de 13 000 volumes. Lorde Rosebery concedeu-lhe uma pensão paga pelo governo de £ 100 por ano, mas ele era um homem falido, e morreu em Brighton em 8 de dezembro de 1895.
Sala publicou vários volumes de ficção, viagens e ensaios, e editou várias outras obras, mas seu métier foi o do jornalismo efêmero; e seu nome foi para a posteridade como talvez o mais popular e o mais volúvel dos jornalistas do período.
Durante uma visita à Austrália em 1885, Sala cunhou a frase "Maravilhosa Melbourne" para descrever a próspera cidade de Melbourne, uma frase que agradou os habitantes locais e ainda hoje é empregada.

## Obras selecionadas
- A Journey Due North, Being Notes of a Residence in Russia (1858)
- The Strange Adventures of Captain Dangerous (1863)
- My Diary in America in the Midst of War (1865)
- A Trip to Barbary by a Roundabout Route (1866)
- America Revisited: From the Bay of New York to the Gulf of Mexico, and from Lake Michigan to the Pacific (1882)
- The Mysteries of Verbena House (1882)
- (coletados em) American Food Writing: An Anthology with Classic Recipes, ed. Molly O'Neill (Library of America, 2007) ISBN 1598530054